# Гельмут Рейманн
Гельмут Рейманн (нім. Hellmuth Reymann; 24 листопада 1892, Нойштадт-ін-Обершлезіен — 8 грудня 1988, Гарміш-Партенкірхен) — німецький офіцер, генерал-лейтенант вермахту. Кавалер Лицарського хреста Залізного хреста з дубовим листям.

## Біографія
Учасник Першої світової війни. В 1919 році демобілізований і поступив на службу в поліцію. 15 вересня 1935 року переведений у вермахт. З 1 жовтня 1938 року — командир 125-го прикордонного піхотного полку, з 9 листопада 1939 року — 205-го піхотного полку 52-ї піхотної дивізії. Учасник Французької кампанії і німецько-радянської війни. Влітку 1942 року захворів і був відправлений у шпиталь. З 1 жовтня 1942 року — командир 212-ї піхотної, з 1 жовтня 1943 року — 13-ї авіапольової дивізії. В 1944 році відзначився у боях на Волхові і під Лугою. З 1 квітня 1944 року — командир 11-ї піхотної дивізії. Відзначився у боях за Ригу. 6 березня 1945 року призначений бойовим комендантом Берліна, в кінці квітня звільнений Адольфом Гітлером з посади і призначений командувачем неіснуючою армійською групою «Шпрее». 7 травня 1945 року здався американським військам. У вересні 1945 року звільнений.

## Звання
- Лейтенант без патенту (22 березня 1912) — одержав патент 22 червня 1912 року.
- Оберлейтенант (18 серпня 1917)
- Оберлейтенант поліції (28 жовтня 1920)
- Гауптман поліції (13 липня 1921)
- Майор поліції (23 березня 1932)
- Майор люфтваффе (1 серпня 1935)
- Майор сухопутних військ (15 жовтня 1935)
- Оберстлейтенант (1 жовтня 1936)
- Оберст (1 червня 1939)
- Генерал-майор (1 жовтня 1942)
- Генерал-лейтенант (15 травня 1943)

## Нагороди
- Залізний хрест
  - 2-го класу (16 вересня 1914)
  - 1-го класу (4 березня 1915)
- Королівський орден дому Гогенцоллернів, лицарський хрест з мечами (10 червня 1917)
- Почесний хрест ветерана війни з мечами
- Медаль «За вислугу років у Вермахті» 4-го, 3-го, 2-го і 1-го класу (25 років)
- Застібка до Залізного хреста
  - 2-го класу (28 листопада 1939)
  - 1-го класу (18 червня 1940)
- Німецький хрест в золоті (22 листопада 1941)
- Медаль «За зимову кампанію на Сході 1941/42»
- Лицарський хрест Залізного хреста з дубовим листям
  - лицарський хрест (5 квітня 1944)
  - дубове листя (672; 28 листопада 1944)